# 23e cérémonie des Golden Globes
La 23e cérémonie des Golden Globes a eu lieu le 28 février 1966, récompensant les films et séries diffusés en 1965 et les professionnels s'étant distingués cette année-là.

## Palmarès
Les lauréats sont indiqués ci-dessous en premier de chaque catégorie et en caractères gras.

### Cinéma

#### Meilleur film dramatique
- Le Docteur Jivago (Doctor Zhivago)
  - L'Obsédé (The Collector)
  - Le Vol du Phœnix (The Flight of the Phœnix)
  - Un coin de ciel bleu (The Patch of Blue)
  - La Nef des fous (Ship of Fools)

#### Meilleur film musical ou comédie
- La Mélodie du bonheur (The Sound of Music)
  - Cat Ballou
  - Des clowns par milliers (A Thousand Clowns)
  - La Grande Course autour du monde (The Great Race)
  - Ces merveilleux fous volants dans leurs drôles de machines (Magnificent Men in their Flying Machines, or How I Flew from London to Paris in 25 Hours and 11 Minutes)

#### Meilleur réalisateur
- David Lean pour Le Docteur Jivago (Doctor Zhivago)
  - John Schlesinger pour Darling chérie (Darling)
  - Robert Wise pour La Mélodie du bonheur (The Sound of Music)
  - Guy Green pour Un coin de ciel bleu (The Patch of Blue)
  - William Wyler pour L'Obsédé (The Collector)

#### Meilleur acteur dans un film dramatique
- Omar Sharif pour le rôle du Dr Youri Jivago dans Le Docteur Jivago (Doctor Zhivago)
  - Rod Steiger pour le rôle de Sol Nazerman dans Le Prêteur sur gages (The Pawnbroker)
  - Rex Harrison pour le rôle de Jules II dans L'Extase et l'Agonie (The Agony and the Ecstasy)
  - Sidney Poitier pour le rôle de Gordon Ralfe dans Un coin de ciel bleu (A Patch of Blue)
  - Oskar Werner pour le rôle de Willie Schumann dans La Nef des fous (Ship of Fools)

#### Meilleure actrice dans un film dramatique
- Samantha Eggar pour le rôle de Miranda Grey dans L'Obsédé (The Collector) ♙
  - Julie Christie pour le rôle de Diana Scott dans Darling chérie (Darling) ♕
  - Elizabeth Hartman pour le rôle de Selina D'Arcey dans Un coin de ciel bleu (The Patch of Blue) ♙
  - Simone Signoret pour le rôle de La Condesa dans La Nef des fous (Ship of Fools) ♙
  - Maggie Smith pour le rôle de Desdémone dans Othello

#### Meilleur acteur dans un film musical ou une comédie
- Lee Marvin pour le rôle de Kid Shelleen / Tim Strawn dans Cat Ballou
  - Jason Robards pour le rôle de Murray N. Burns dans Des clowns par milliers (A Thousand Clowns)
  - Jerry Lewis pour le rôle de Robert Reed dans Boeing Boeing
  - Jack Lemmon pour le rôle du Professeur Fatalitas dans La Grande Course autour du monde (The Great Race)
  - Alberto Sordi pour le rôle du Comte Emilio Ponticelli dans Ces merveilleux fous volants dans leurs drôles de machines (Magnificent Men in their Flying Machines, or How I Flew from London to Paris in 25 Hours and 11 Minutes)

#### Meilleure actrice dans un film musical ou une comédie
La récompense avait déjà été décernée.
- Julie Andrews pour le rôle de Maria Von Trapp dans La Mélodie du bonheur (The Sound of Music)
  - Natalie Wood pour le rôle de Daisy Clover dans Daisy Clover (Inside Daisy Clover)
  - Barbara Harris pour le rôle du Dr Sandra 'Sandy' Markowitz dans Des clowns par milliers (A Thousand Clowns)
  - Jane Fonda pour le rôle de Catherine 'Cat' Ballou dans Cat Ballou
  - Rita Tushingham pour le rôle de Nancy Jones dans Le Knack... et comment l'avoir (The Knack ...and How to Get It)

#### Meilleur acteur dans un second rôle
- Oskar Werner pour le rôle de Fiedler dans L'Espion qui venait du froid (The Spy Who Came In From the Cold)
  - Telly Savalas pour le rôle du Sgt. Guffy dans La Bataille des Ardennes (Battle of the Bulge)
  - Frank Finlay pour le rôle de Iago dans Othello
  - Hardy Krüger pour le rôle d'Heinrich Dorfmann dans Le Vol du Phœnix (The Flight of the Phœnix)
  - Red Buttons pour le rôle d'Arthur Landau dans Harlow, la blonde platine (Harlow)

#### Meilleure actrice dans un second rôle
- Ruth Gordon pour le rôle de Mme Clover dans Daisy Clover (Inside Daisy Clover)
  - Joyce Redman pour le rôle d'Émilia dans Othello
  - Peggy Wood pour le rôle de la Mère supérieure dans La Mélodie du bonheur (The Sound of Music)
  - Joan Blondell pour le rôle de Doigts de Fée dans Le Kid de Cincinnati (The Cincinnati Kid)
  - Thelma Ritter pour le rôle de Bertha dans Boeing Boeing

#### Meilleur scénario
- Le Docteur Jivago (Doctor Zhivago) – Robert Bolt
  - L'Extase et l'Agonie (The Agony and the Ecstasy) – Philip Dunne
  - Un coin de ciel bleu (A Patch of Blue) – Guy Green
  - L'Obsédé (The Collector) – Stanley Mann et John Kohn
  - Trente minutes de sursis (The Slender Thread) – Stirling Silliphant

#### Meilleure chanson originale
- "Forget Domani" interprétée par Katyna Ranieri – La Rolls-Royce jaune (The Yellow Rolls-Royce)
  - "That Funny Feeling" interprétée par Bobby Darin – Chambre à part (That Funny Feeling)
  - "The Ballad Of Cat Ballou" interprétée par Stubby Kaye et Nat King Cole – Cat Ballou (Cat Ballou)
  - "The Shadow Of Your Smile" interprétée par Jack Sheldon – Le Chevalier des sables (The Sandpiper)
  - "The Sweetheart Tree" interprétée par Natalie Wood[1] – La Grande Course autour du monde (The Great Race)

#### Meilleure musique de film
- Le Docteur Jivago (Doctor Zhivago) – Maurice Jarre
  - La Bataille des Ardennes (Battle of the Bulge)  – Benjamin Frankel
  - La Grande Course autour du monde (The Great Race)  – Henry Mancini
  - La Rolls-Royce jaune (The Yellow Rolls-Royce)  – Riz Ortolani
  - Le Chevalier des sables (The Sandpiper)  – Johnny Mande

#### Meilleur film étranger en langue anglaise
La récompense avait déjà été décernée.
- Darling chérie (Darling) •  Royaume-Uni
  - 90 Degrees In The Shade •  Tchécoslovaquie
  - Le Knack... et comment l'avoir (The Knack ...and How to Get It) •  Royaume-Uni
  - The Leather Boys •  Royaume-Uni
  - Othello •  Royaume-Uni

#### Meilleur film étranger
La récompense avait déjà été décernée.
- Juliette des esprits (Giulietta degli spiriti) •  France /  Italie
  - Les Parapluies de Cherbourg •  France
  - La Ronde •  France
  - Barberousse (赤ひげ, Akahige) •  Japon
  - Tarahumara (Cada vez más lejos) •  Mexique

#### Golden Globe de la révélation masculine de l'année
La récompense avait déjà été décernée.
- Robert Redford pour le rôle de Wade Lewis / Lewis Wade dans Daisy Clover (Inside Daisy Clover)
  - Tom Nardini pour le rôle de Jackson Two-Bears dans Cat Ballou
  - Ian Bannen pour le rôle de 'Ratbags' Crow dans Le Vol du Phœnix (The Flight of the Phœnix)
  - James Caan pour le rôle de Randall Simpson O'Connell dans Une femme dans une cage (Lady in a cage)
  - James Fox pour le rôle de Richard Mays dans Ces merveilleux fous volants dans leurs drôles de machines (Magnificent Men in their Flying Machines, or How I Flew from London to Paris in 25 Hours and 11 Minutes)

#### Golden Globe de la révélation féminine de l'année
La récompense avait déjà été décernée.
- Elizabeth Hartman pour le rôle de Selina D'Arcey dans Un coin de ciel bleu (A Patch of Blue)
  - Maura McGiveney pour le rôle de Claire Hackett dans Ne pas déranger SVP (Do Not Disturb)
  - Geraldine Chaplin pour le rôle de Tonia Jivago dans Le Docteur Jivago (Doctor Zhivago)
  - Donna Butterworth pour le rôle de Donna Peyton dans Les Tontons farceurs (The Family Jewels)
  - Rosemary Forsyth pour le rôle de Jennie Anderson dans Les Prairies de l'honneur (Shenandoah)

### Télévision
Note : le symbole « ♕ » rappelle le gagnant de l'année précédente (si nomination).

#### Meilleure programme télévisée
La récompense avait déjà été décernée.
- Des agents très spéciaux (The Man from U.N.C.L.E.)
  - Les Espions (I Spy)
  - Frank Sinatra: A Man and His Music
  - My Name Is Barbra
  - Max la Menace (Get Smart)

#### Meilleur acteur dans une série télévisée
La récompense avait déjà été décernée.
- David Janssen pour le rôle du Dr Richard Kimble dans Le Fugitif (The Fugitive)
  - David McCallum pour le rôle d'Illya Kuryakin dans Des agents très spéciaux (The Man from U.N.C.L.E.)
  - Robert Vaughn pour le rôle de Napoléon Solo dans Des agents très spéciaux (The Man from U.N.C.L.E.)
  - Ben Gazzara pour le rôle de Paul Bryan dans Match contre la vie (Run for Your Life)
  - Don Adams pour le rôle de Max la Menace / Agent 86 dans Max la Menace (Get Smart)

#### Meilleure actrice dans une série télévisée
La récompense avait déjà été décernée.
- Anne Francis pour le rôle d'Honey West dans Honey West
  - Barbara Stanwyck pour le rôle de Victoria Barkley dans La Grande Vallée (The Big Valley)
  - Patty Duke pour le rôle de Patty Lane / Cathy Lane dans The Patty Duke Show
  - Mia Farrow pour le rôle d'Allison Mackenzie dans Peyton Place
  - Dorothy Malone pour le rôle de Constance Mackenzie dans Peyton Place

### Spéciales

#### Cecil B. DeMille Award
- John Wayne

#### Miss Golden Globe
- Kyriaki "Corinna" Tsopei

#### Henrietta Award
Récompensant un acteur et une actrice.
La récompense avait déjà été décernée.
- Ursula Andress
- Doris Day
- Sophia Loren
- Elizabeth Taylor
- Natalie Wood
- Sean Connery
- Rex Harrison
- Rock Hudson
- Marcello Mastroianni
- Paul Newman